# Nordjyllands Kystmuseum
Nordjyllands Kystmuseum er et statsanerkendt kulturhistorisk fusionsmuseum i Frederikshavn Kommune. Museet opstod i forbindelse med kommunalreformen i 2007, hvor de kommunale museer i de oprindelige kommuner, Sæby, Frederikshavn og Skagen, blev fusioneret til Nordjyllands Kystmuseum.
Museet har fem permanente udstillinger:
- Skagen By- og Egnsmuseum
- Bangsbo Museum
- Bangsbo Fort
- Sæby Museum
- Herregårdsmuseet Sæbygård på Sæbygård.

Formand for museets bestyrelse er fra januar 2014 kommandør Per Frank Hansen.